# Vlag van Chmelnytsky (oblast)

Vlag van Chmelnytsky

De vlag van Chmelnytsky toont het wapen van Chmelnytsky op een blauw-rood doek dat een hoogte-breedteverhouding van 2:3 heeft. De kleuren blauw en rood zijn afkomstig uit het wapen.
De vlag, ontworpen door M. Mastykash, is sinds 21 maart 2002 een officieel symbool van de oblast Chmelnytsky. Het blauwe veld en de zon verwijzen naar de historische streek van Podolië, terwijl het rode veld een symbool voor de streek Wolynië is.